# Kiranti-Sprachen
Die Kiranti-Sprachen bilden eine Untereinheit der Mahakiranti-Sprachen, die zu den tibetobirmanischen Sprachen gehören, einem Primärzweig des Sinotibetischen. Die etwa 30 Kiranti-Sprachen werden von 600.000 Menschen in Nepal südlich des Mount Everest gesprochen, einige Tausend Sprecher gibt es auch in Bhutan und Nordost-Indien. Die größte Einzelsprache ist das Limbu mit 350.000 Sprechern. Das Kiranti gliedert sich in Limbu, Ostkiranti, Zentralkiranti und Westkiranti. Für die Kiranti-Sprachen konnte eine gemeinsame Protosprache, das Proto-Kiranti, rekonstruiert werden. Innerhalb des Mahakiranti ist das Kiranti mit dem Newari-Thangmi und dem Magar-Chepang verwandt.

## Kiranti innerhalb des Sinotibetischen
- Sinotibetisch
  - Tibetobirmanisch
    - Mahakiranti
      - Kiranti
      - Newari-Thangmi
      - Magar-Chepang

## Interne Klassifikation und Sprecherzahlen
- Kiranti
  - Limbu (Yakthungba) (350 Tsd.)   Dialekte: Ost: Panchthare, Tamarkhole; West: Phedappe, Chattare
  - Ostkiranti
    - Lohorung-Yamphu: Lohorung (Lohorong) (15 Tsd.), Yamphu (5 Tsd.), Mewahang (Meohang) (5 Tsd.)
    - Yakkha: Yakkha (15 Tsd.), Lumba (1 Tsd.), Dungmali (5 Tsd.), Phangduwali fast †
    - Athpare: Athpare (Athpariya) (1 Tsd.), Chiling (Chulung) (1 Tsd.), Belhare (Belhariya) (1 Tsd.), Chintang (5–6 Tsd.)

  - Zentralkiranti
    - Nord
      - Kulung (15 Tsd.)   Dialekte: Kulung, Sottoring, Chukwa
      - Nachiring (2 Tsd.), Sampang (5 Tsd.), Sam (Saam) fast †, Koi (Kohi) (2,5 Tsd.), Chukwa (100)

    - Süd
      - Chamling (Camling, Rodong) (15 Tsd.), Puma (4–10 Tsd.)
      - Bantawa (35 Tsd.)   Dialekte: Dilpali, Hangkhim, Rungchengbum, Dhankuta, West-Bantawa, Amchoke, Yangma

  - Westkiranti
    - Thulung-Khaling: Thulung (25 Tsd.), Khaling (15 Tsd.), Dumi (2 Tsd.)
    - Umbule-Jerung: Umbule (Ombule) (5 Tsd.)   Dialekte: Hilepani, Umbu, Udaypure, Jhappali
Jerung (Jero) (2 Tsd.), Tilung (300)
    - Hayu-Baying: Bahing (10 Tsd.), Sunwar (30 Tsd.), Hayu (Vayu, Wayu) (1,7 Tsd.)
    - Raute (Harka Gurung, Khamchi) (500)

Klassifikation nach van Driem 2001, Sprecherzahlen nach Ethnologue 2005.

### Kiranti-Sprachen
- Karen H. Ebert: A grammar of Athpare. München: Lincom Europa 1997.
- Karen H. Ebert: Kiranti Languages: an Overview. In: Thurgood – LaPolla 2003.
- Karen H. Ebert: Camling. In: Thurgood – LaPolla 2003.
- Boyd Michailovsky: Hayu. In: Thurgood – LaPolla 2003.
- Balthasar Bickel: Belhare. In: Thurgood – LaPolla 2003.
- Balthasar Bickel: Hidden Syntax in Belhare. In: Saxena 2004.
- Balthasar Bickel, G. Banjade, M. Gaenszle, E. Lieven, N. P. Paudyal, & I. Purna Rai et al.: Free prefix ordering in Chintang. In: Language 83 (1), 2007, Seiten 43–73
- N. P. Sharma, B. Bickel, M. Gaenszle, A. Rai, V. S. Rai: Personal and possessive pronouns in Puma (Southern Kiranti). In: Yogendra P. Yadava (ed.): Contemporary issues in Nepalese linguistics. Kathmandu: Linguistic Society of Nepal, 2005. (PDF; 121 kB)

### Tibetobirmanisch
- Christopher I. Beckwith (Hrsg.): Medieval Tibeto-Burman Languages. Brill, Leiden – Boston -Köln 2002.
- Paul K. Benedict: Sino-Tibetan. A Conspectus. Cambridge University Press 1972.
- Scott DeLancey: Sino-Tibetan Languages. In: Bernard Comrie (Hrsg.): The World's Major Languages. Oxford University Press 1990.
- Austin Hale: Research on Tibeto-Burman Languages. Mouton, Berlin – New York – Amsterdam 1982.
- James A. Matisoff: Handbook of Proto-Tibeto-Burman. University of California Press 2003.
- Anju Saxena (Hrsg.): Himalayan Languages. Mouton de Gruyter, Berlin – New York 2004.
- Graham Thurgood, Randy J. LaPolla: The Sino-Tibetan Languages. Routledge, London 2003.
- George van Driem: Languages of the Himalayas. Brill, Leiden 2001.

### Kiranti-Sprachen im World Atlas of Language Structures Online
- Athpare
- Belhare
- Camling
- Dumi
- Hayu
- Khaling
- Limbu
- Thulung